# Donzella de muntanya
La donzella de muntanya (Boloria napaea) és una espècie de lepidòpter papilionoïdeu de la família dels nimfàlids (Nymphalidae) present als Països Catalans.

## Distribució
Es distribueix per l'est dels Pirineus (incloent Andorra), Alps centrals, Fennoscàndia, sud de Sibèria, Altai, Amur, Alaska i Wyoming.

## Hàbitat
Viu a prats alpins i subalpins amb flors. L'eruga s'alimenta de Viola i Polygonum viviparum.

## Període de vol i hibernació
Una generació entre finals de juny i agost. Hibernació com a eruga jove; als llocs més freds el desenvolupament larvari dura dues temporades.